# Dorna Sports
Dorna Sports - firma, która od 1992 roku posiada wyłączność na dystrybucję praw komercyjnych motocyklowych mistrzostw świata.
W 2012 fundusz inwestycyjny Bridgepoint (właściciel Dorny oraz Infront Motor Sports) zdecydował, że Dorna będzie także odpowiedzialna za serię World Superbikes, którą wcześniej zarządzała Infront Motor Sports.

## MotoGP
Dorna i producenci biorący udział w cyklu uznali, że MotoGP potrzebuje zmian, tak oto nadeszła era 4-suwów, silniki 2-suwowe dla królewskiej klasy odeszły w zapomnienie (2002), a od 2012 już wszystkie kategorie korzystają z czterosuwowych jednostek. Firma miała decydować o przepisach serii, co wcześniej należało do obowiązków FIM, od tamtej pory głos w tej sprawie zabierało też stowarzyszenie producentów (MSMA).

## Terminarz
Carmelo Ezpeleta, prezes Dorny, oraz Bernie Ecclestone, prezes Formuły 1, uzgodnili, że zrobią wszystko, aby obie serie nie kolidowały ze sobą jeśli chodzi o czas transmisji telewizyjnych, gdy jednak dojdzie do takiej sytuacji to MotoGP musi dostosowywać swój kalendarz do F1.

## MotoGP w Polsce
Prawa do pokazywania zarówno MotoGP jak i klas Moto2 i Moto3 w Polsce posiada Polsat, kontrakt obowiązuje przez 5 lat (licząc od 2012).